# Folie d'amour (film, 1921)
Pour plus de détails, voir Fiche technique et Distribution.
Folie d'amour  (en italien : La preda) est un  film muet franco-italien réalisé par Guglielmo Zorzi, sorti en 1921.

## Fiche technique
- Titre : Folie d'amour
- Réalisation : Guglielmo Zorzi
- Scénario : Guglielmo Zorzi
- Photographie :
- Producteur :
- Société de production : Fert
- Société de distribution :
- Pays d'origine :  Italie |  France
- Langue : film muet avec les intertitres  en italien
- Format : Noir et blanc — 35 mm — 1,33:1 — Muet
- Métrage : 1 848 mètres
- Genre : Film dramatique
- Durée :  60 minutes (1 h)
- Dates de sortie :
  - France : 24 février 1926

## Distribution
- Maria Jacobini
- Amleto Novelli
- Alfonso Cassini
- Carmen Boni
- Ida Carloni Talli
- Mara Cassano
- Arnold Kent
- Renato Visca